# Szczawnica

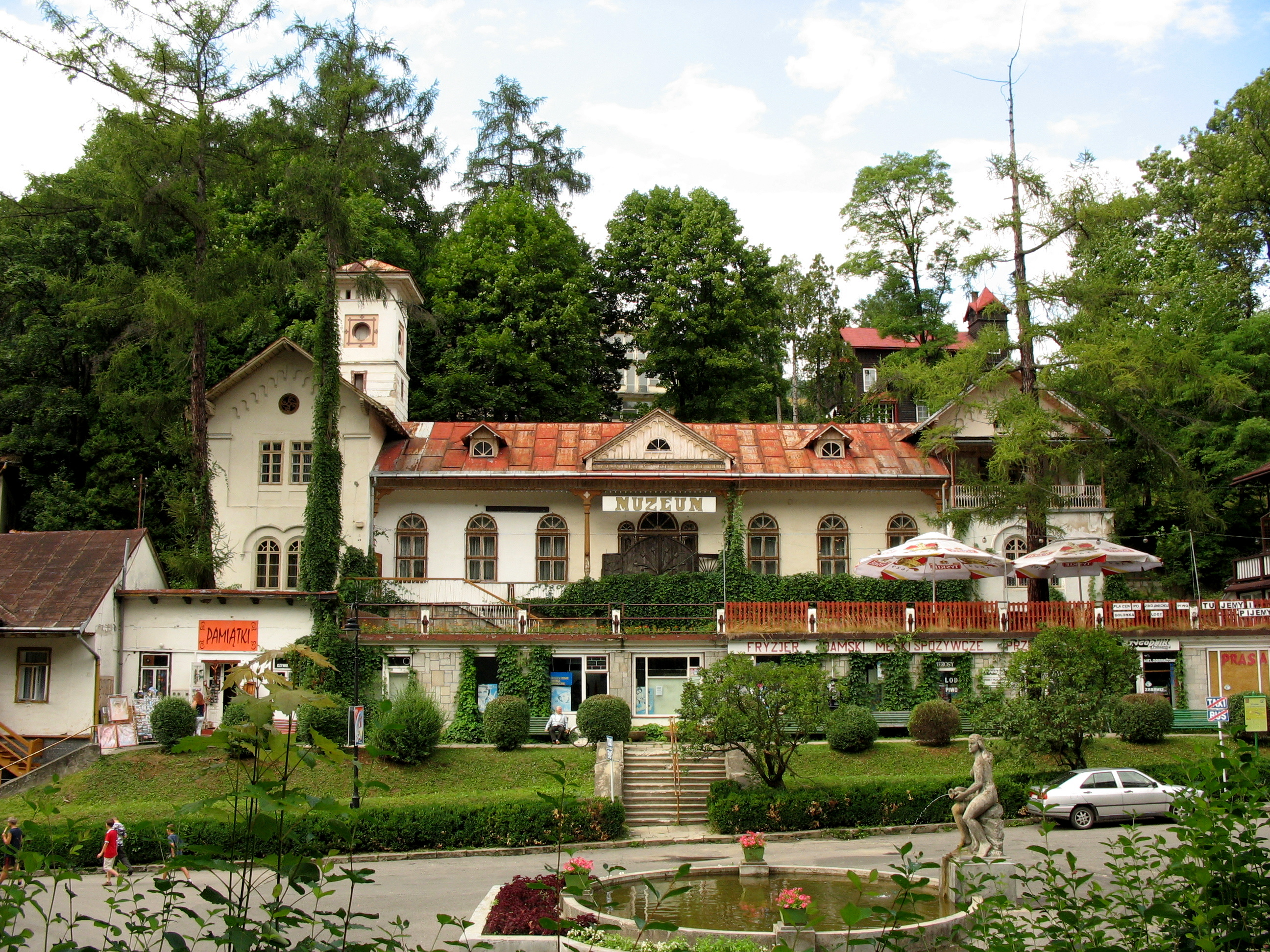
Musée sur la place Dietla

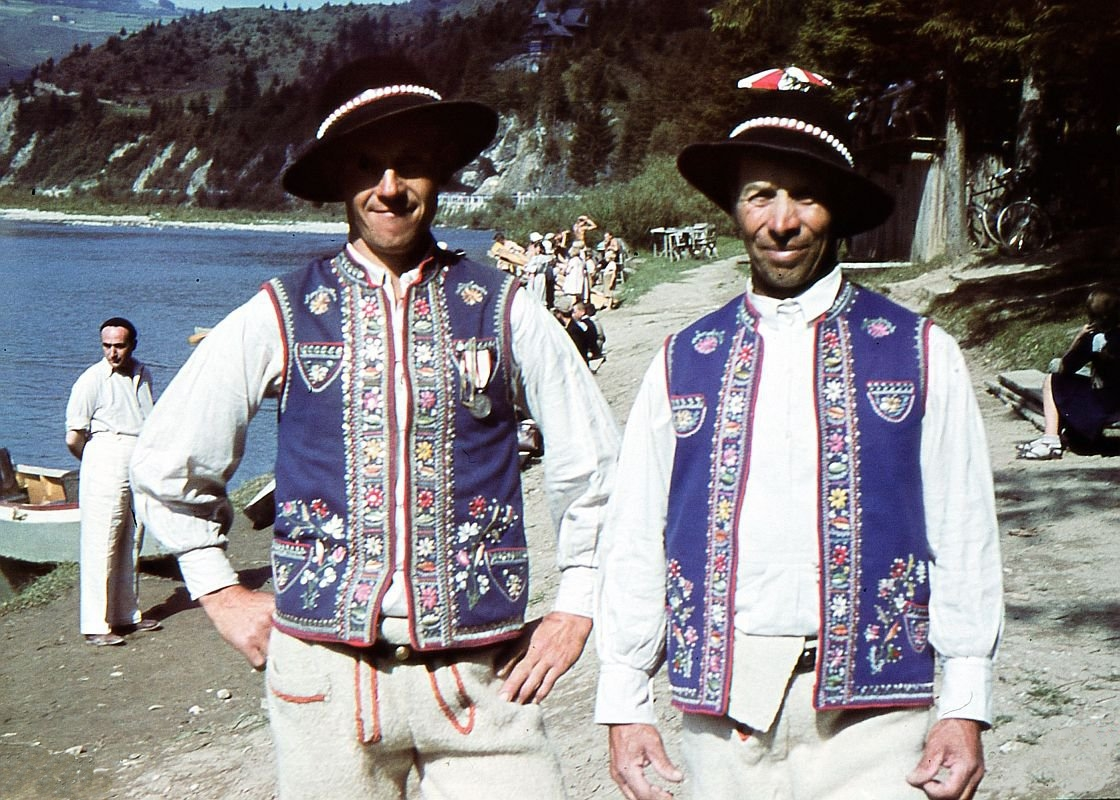
Szczawnica 1939

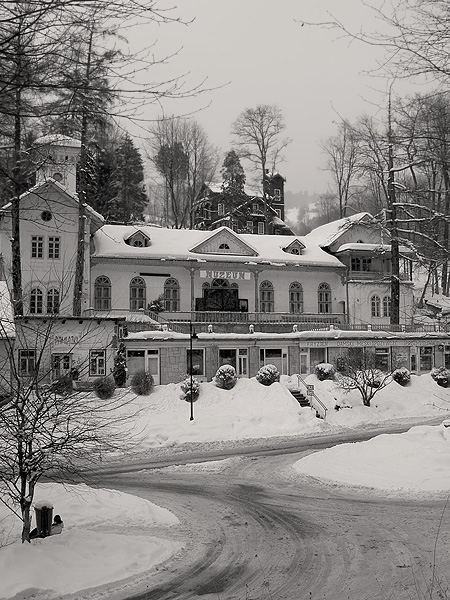
Musée sur pl. Dietla (hiver)

Szczawnica est une ville de Pologne, située dans le sud du pays, dans la voïvodie de Petite-Pologne. Elle est le chef-lieu de la gmina de Szczawnica, dans le powiat de Nowy Targ.

## Histoire
Le nom de la ville trouve ses origines dans les eaux acides nommées par les montagnards "szczawy". La première mention historique de la station date du début du XVIe siècle. Jusqu’à la fin du XVIIIe siècle, Szczawnica faisait partie de la Starostie de Czorsztyń. En 1839, Józef Stefan Szalay reprit l’administration des biens de Szczawnica et c’est alors que débuta l’essor de la station thermale.
Le milieu du XIXe siècle voit la ville se développer dynamiquement grâce à la vision de Józef Dietl, médecin et promoteur des stations thermales polonaises qui se rendit à Szcawnica en 1857. Séduit par les lieux, il donna l’impulsion pour développer le thermalisme en respectant déjà les normes des stations européennes. Rapidement de nouveaux établissements thermaux voient le jour. Les sources d’eaux thermales sont découvertes les unes après les autres. Avant de mourir, Józef Szalay céda l’administration de son Établissement Thermal à l’Académie Polonaise de la Connaissance à Cracovie, qui continua l’ouvrage visionnaire de son fondateur, malgré les difficultés financières. C’est ainsi que Dworek Gościnny (le Manoir Hospitalier), reconnu dans toute l’Europe, fut construit.
En 1909, Szczawnica passa entre les mains du comte Adam Stadnicki de Nawojowa. Malgré le conflit mondial qui ravageait alors l’Europe, l’activité d’Adam Stadnicki porta ses fruits et Szczawnica jouit d’un essor continu. Les établissements thermaux furent rénovés, le parc Górny agrandi et élargi aux terrains de Połonina, l’Inhalatorium, disposant de foyers pressurisés uniques alors en Pologne, construit, comme la Villa sous les mélèzes (Willa pod Modrzewiami).
Mais le début de la Seconde Guerre Mondiale stoppa le développement de la station thermale et en 1948 le gouvernement de la PRL (La République Populaire de Pologne) nationalisa la station. En 1956 la Société Thermale Nationale de Szczawnica vit le jour et orienta plus particulièrement ses activités vers le traitement des maladies professionnelles des mineurs et des métallurgistes. Les sanatoriums construits alors rendent hommage aux métiers valorisés et sont nommées par exemple Métallurgiste (Hutnik), Mineur (Gornik), ou encore Professeur (Nauczyciel), Constructeurs (Budowlani), Papetier (Papiernik), Dzwonkówka (en référence à un sommet voisin).
1973 vit l’ouverture de l’Établissement thermale de la médecine naturelle, où furent installés les équipements pour les soins : bains, inhalations, physiothérapie, massages. 
En 2005 le gouvernement polonais restitua la Station Thermale de Szczawnica aux descendants des propriétaires d’avant la guerre. Andrzej Mankowski, petit-fils du comte Adam Stadnicki et ses trois enfants décidèrent alors d’engager les moyens financiers ainsi qu’un travail considérable pour redonner à Szczawnica sa splendeur et son charme d’autrefois. 
Très vite, en 2008, la partie est de la place Dietl fut reconstruite dans sa forme historique, accueillant en son sein un bar à eaux minérales de Szczawnica, une galerie d’expositions artistiques, le café Helenka et les villas Holenderka et Szwajcarka. Dès 2009 l’hôtel cinq étoiles Modrzewie Park accueillit ses premiers clients. En 2010, le Musée de la Station Thermale fut inauguré, et plus récemment, en 2011, la reconstruction du Dworek Gościnny (Manoir Hospitalier) achevée. En 2012, en collaboration avec la ville de Szczawnica, le tout dernier projet de cette entreprise passionnée de longue haleine – la revitalisation des parcs Dolny et Górny – fut réalisée.

## La station thermale: 200 ans de tradition thermale
Szczawnica est l’une des plus belles et des plus anciennes stations thermales de Pologne. Elle doit son essor à Józef Szalay et à Józef Dietl, le véritable fondateur de l’activité thermale. Il y construisit les premiers thermes, de nouveaux bâtiments thermaux et d’hébergement et promut activement la ville en y invitant les grandes personnalités en vogue de l’époque.
La localisation de la station thermale dans la vallée de la Grajcarek, affluent de la Dunajec, entre la chaîne de montagnes des Pieniny et les Beskid Sądecki bénéficie d’un exceptionnel microclimat idéal pour les soins des affections des voies respiratoires.
12 sources, aux caractéristiques minérales acides – « szczawy » – et dont les valeurs furent reconnues dès le XVIe siècle, jaillissent au sein de la station. Encore aujourd’hui, les curistes du monde entier profitent de leurs propriétés curatives.
De fait, le magnifique Bar à eaux minérales est l’un des éléments indissociables de la station thermale. Les curistes y ont à leur disposition des eaux minérales acides contenant du bicarbonate, du sodium, de l’iode et du brome, riches en sels minéraux et en nombreux oligo-éléments. De par ces constituants, ces eaux figurent parmi les plus riches d’Europe.
Des centres de cure (sanatorium) ainsi que des centres de rééducation sont à la disposition des curistes de la station. Pas moins de 42 soins différents y sont proposés dans le domaine de l’hydrothérapie, de l’inhalation (chambres d’inhalation aux vertus reconnues), de la physiothérapie, de la kinésithérapie et les eaux minérales.
La station thermale est spécialisée dans le traitement des maladies des voies respiratoires, dont les inflammations chroniques du nez et de la gorge ; des affections de l’appareil vocal ; des affections allergiques des voies respiratoires, de l’asthme ; des affections du système locomoteur comme les maladies dégénératives des articulations et de la colonne vertébrale ainsi que les maladies rhumatismales et des inflammations des articulations. Pour le traitement des curistes ils utilisent leurs propres matières balnéologiques comme les eaux minérales appartenant à la station ainsi que les propriétés thérapeutique du microclimat local. Le matériel médical et les techniques utilisés pour les soins répondent aux standards de qualité les plus élevés. Les médecins et le personnel sont responsables de soins spécifiques en fonction de leur spécialité et sont à la disposition des curistes pour les assister dans la bonne réalisation des soins prescrits.

## Les eaux thermales
La station thermale possède des sources d'eaux minérales acides, contenant du bicarbonate, du sodium et de l'iode, riches en sels minéraux et en oligoéléments, qui sont utilisées pour soigner notamment les maladies des voies respiratoires, le catarrhe gastrique, les ulcères de l'estomac et du duodénum, le catarrhe chronique et les troubles fonctionnels de l'intestin et du côlon, les inflammations des voies urinaires, l'ostéoporose, l'artériosclérose, le rhumatisme et le diabète. 
Vous aurez le choix entre les eaux suivantes :
 JÓZEFINA - La plus ancienne source de Szczawnica, connue déjà avant 1810, son nom vient du prénom de la propriétaire de la station thermale à l’époque, Józefina Szalayowa. Eau riche en bicarbonate, chlorures et sodium, recommandée pour le traitement des catarrhes de la gorge et du nez, des inflammations, de l’asthme, de l’emphysème, de la goutte et de l’obésité. 
STEFAN - Source connue depuis 1822, son nom vient du prénom du mari de Józefina, Stefan Szalay. Eau riche en bicarbonate, chlorures, sodium et iode, recommandée pour le traitement notamment des catarrhes des voies urinaires, de la néphrolithiase, des catarrhes de la gorge, du nez et des bronches, de l’asthme et de l’emphysème. 
MAGDALENA - Source découverte en 1939, porte le nom d’une curiste, Magdalena Kownacka de Ponikwa. Eau riche en bicarbonate, chlorures, sodium et iode, recommandée pour le traitement des maladies du tube digestif, du catarrhe intestinal, du catarrhe de la vésicule biliaire et des voies biliaires, des ulcères de l’estomac et du duodénum, de l’obésité et des névroses légères. 
JAN - Source découverte en 1869. Eau riche en bicarbonate, chlorures et sodium, recommandée pour les bains d’eau thermale et la production de l’eau de table Szczawniczanka.
HELENA - Source découverte en 1844. Eau recommandée pour le traitement des maladies des voies respiratoires supérieures et inférieures, des maladies rhumatoïdes, de la néphrite chronique, de l’obésité et de l’ostéoporose ainsi que des traumatismes orthopédiques. La source Helena et la source Aniela forment ensemble la source Wanda. 
JÓZEF - Source découverte en 1986. Eau recommandée pour le traitement des maladies de l’appareil digestif, des maladies des voies respiratoires supérieures et inférieures, des maladies rhumatoïdes, des traumatismes orthopédiques, de l’obésité et de l’ostéoporose. 
Les eaux minérales de Szczawnica sont à consommer de préférence « à la source » dans les bars à eaux de sources de la station thermale, notamment au Bar à eaux de sources rénové et situé au cœur de la Place Dietla qui propose des eaux : Józefina, Stefan, Magdalena, Jan, Helena et Józef. 
Tout en profitant des bienfaits thérapeutiques des eaux, les curistes visitent les expositions et les vernissages à la Galerie du Bar à eaux de sources, situé au premier étage de l’édifice. Sont également disponibles aux curistes les sources : Szymon, découverte en 1840, la source Wanda, créée en 1867 et Pitoniakówka, datant de 1952.